# Зимние Олимпийские игры 1980
Зимние Олимпийские игры 1980 года — XIII по счёту зимние Олимпийские игры, которые проходили с 13 по 24 февраля 1980 года в Лейк-Плэсиде, США. Лейк-Плэсид во второй раз принимал зимнюю Олимпиаду: в 1932 году здесь прошли III зимние Олимпийские игры. На данный момент это последний случай на зимних Олимпиадах, когда какой-либо город повторно принимал соревнования.
Талисманом Олимпиады-1980 был енот Рони (англ. Roni).
Победителями в общем медальном зачёте стали советские спортсмены, которые завоевали 10 золотых наград, 4 из которых — в лыжных гонках.
- Настоящим героем Игр-1980 стал 21-летний американский конькобежец Эрик Хайден, который выиграл все 5 дистанций — уникальный случай в истории спорта. С пятью золотыми медалями Хайден единолично мог бы занять 3-е место в общем зачёте, пропустив вперёд лишь СССР и ГДР. Младшая сестра Эрика Бет Хайден выиграла бронзу на дистанции 3000 м.
- В лыжной гонке с раздельным стартом на 15 км Томасу Вассбергу для победы надо было показать время лучше, чем у финна Юхи Мието — 41 минута и 57,64 сек. Вассберг остановил секундомер на финише на отметке 41:57,63, опередив финна на одну сотую секунды — наименьший интервал между первым и вторым местом в истории лыжных гонок на Олимпиадах. Беспрецедентность этого случая и драматизм ситуации явились в большой степени причиной отмены учёта сотых долей секунды на лыжных гонках.
- Три золотые медали на счету советского лыжника Николая Зимятова.
- Советская 30-летняя фигуристка Ирина Роднина (пара Роднина — Зайцев) одержала историческую третью победу (подряд), абсолютно чисто исполнив обе программы (произвольная и короткая). Вошли в историю слёзы Родниной во время церемонии награждения.
- Одной из главных сенсаций Олимпиады стала победа хоккейной сборной США, составленной из студентов и любителей, над казавшейся непобедимой советской командой, которая выиграла до этого пять Олимпиад, из них четыре подряд. Эта победа со счётом 4:3 получила название «Чудо на льду» и открыла американцам путь к золотым медалям, которые они не без труда и завоевали.
- Советской фигуристке Марине Черкасовой на момент проведения Олимпиады было лишь 15 лет и 3 месяца, что не помешало ей выиграть серебро в паре с Сергеем Шахраем.
- Серебро танцевальной пары Кристина Регёци и Андраш Шаллаи стало первой и пока единственной олимпийской медалью Венгрии на зимних Олимпиадах после 1956 года.
- Бронза 22-летнего лыжника Ивана Лебанова на дистанции 30 км стала первой медалью на зимних Олимпиадах в истории Болгарии. До этого болгарские спортсмены 9 раз участвовали в зимних Играх, но всегда оставались без наград.
- Легендарная советская лыжница Галина Кулакова выиграла свою восьмую и последнюю олимпийскую медаль — серебро в эстафете.

## Организация
Реконструкция спортивных сооружений к этим Играм не была закончена в срок и под жилье в Олимпийской деревне было использовано новое здание будущей тюрьмы для малолетних преступников. Спортсмены спали на двухэтажных нарах в комнате без окон, а вокруг зданий стояли вышки с автоматчиками.
Впервые в истории Олимпиад был использован искусственный снег.

## Соревнования

### Биатлон
Было разыграно три комплекта наград в соревнованиях мужчин. Впервые в истории Олимпийских игр биатлонисты разыграли медали в спринтерской гонке на 10 км с двумя огневыми рубежами. Золото в этой дисциплине завоевал основной фаворит Франк Ульрих из ГДР, который выигрывал спринт на чемпионатах мира 1978 и 1979 годов. Ульрих промахнулся дважды, но это не помешало ему опередить советских биатлонистов Владимира Аликина (1 промах) и Анатолия Алябьева (0 промахов). В индивидуальной гонке на 20 км Ульрих также считался фаворитом. Он показал самую высокую скорость на лыжне (только Владимир Аликин проиграл Ульриху ходом менее двух минут), но Франк допустил три промаха (три штрафные минуты), тогда как Анатолий Алябьев отстрелял без промахов и опередил Ульриха на 11,5 секунд. Третьим стал Эберхард Рёш из ГДР, проигравший Алябьеву почти три минуты. 28-летний дебютант Олимпийских игр Алябьев, который до Игр в Лейк-Плэсиде никогда не выигрывал медалей чемпионатов мира, стал единственным, кто не допустил ни одного промаха, кроме него не было ни одного биатлониста, кто промахнулся менее двух раз.
В эстафете борьба ожидаемо развернулась между биатлонистами СССР и ГДР, которые до этого выиграли все медали в личных гонках. Ключевым стал второй этап, на котором трёхкратный чемпион мира Клаус Зиберт получил по штрафному кругу на стрельбе лёжа и стоя и в итоге проиграл Александру Тихонову более минуты. На третьем этапе Франк Ульрих отыграл у Владимира Барнашова более 45 секунд, но на четвёртом этапе на стрельбе стоя Эберхард Рёш получил ещё один штрафной круг, что позволило Анатолию Алябьеву финишировать в одиночестве, сборная ГДР на финише отстала на 53 секунды. Бронза досталась сборной ФРГ, которая уступила команде СССР более трёх минут. Сборная СССР выиграла все 4 эстафеты в рамках Олимпийских игр с 1968 года, все 4 раза в составе сборной был Александр Тихонов.

### Бобслей
Было разыграно два комплекта медалей в соревнованиях четвёрок и двоек среди мужчин. Бобслеисты соревновались на трассе Mt. Van Hoevenberg Olympic Bobsled Run, которая принимала ещё соревнования Олимпийских игр 1932 года. Все медали завоевали бобслеисты Швейцарии и ГДР. В двойках уверенную победу одержал экипаж многократного чемпиона мира 33-летнего Эриха Шерера из Швейцарии. Швейцарцы выиграли золото в этой дисциплине впервые с 1948 года. Шерер и его разгоняющий Йозеф Бенц выиграли 3 из 4 заездов, второй экипаж ГДР под управлением двукратного олимпийского чемпиона 1976 года Бернхарда Гермесхаузена (4 года назад он выступал в качестве разгоняющего) проиграл швейцарцам более 1,5 секунд. Третье место занял первый экипаж ГДР 39-летнего пилота Майнхарда Немера, который выиграл два золота 4 годами ранее. 
В соревнованиях четвёрок Немер взял реванш у швейцарцев, при этом Гермесхаузен на этот раз вошёл в экипаж Немера в качестве разгоняющего. Экипаж Шерера отстал от команды ГДР на 0,95 сек. Второй экипаж ГДР Хорста Шёнау уступил швейцарцам 0,10 сек, хотя перед последним заездов швейцарцы шли третьими.

### Горнолыжный спорт
Было разыграно шесть комплектов наград (по три среди мужчин и женщин), соревнования прошли на склонах горы Уайтфейс (англ. Whiteface), расположенной на хребте Адирондак северо-восточнее Лейк-Плэсида. Среди мужчин отличился лидер мирового горнолыжного спорта конца 1970-х годов швед Ингемар Стенмарк, который выиграл золото в слаломе и гигантском слаломе — дисциплинах. При этом в обеих дисциплинах 23-летний Стенмарк относительно неудачно проходил трассу в первой попытке, но отыгрывался во второй. В скоростном спуске золото завоевал австриец Леонард Шток, только его соотечественник Петер Вирнсбергер проиграл Штоку менее одной секунды.
У женщин блестяще выступила 23-летняя Ханни Венцель из Лихтенштейна, она выиграла золото в слаломе и гигантском слаломе (в слаломе её преимущество над занявшей второе место Кристой Кинсхофер составило почти 1,5 секунды), а в скоростном спуске Венцель стала второй после австрийки Аннемари Мозер-Прёль. Золотые медали Венцель стали первыми в истории для Лихтенштейна на Олимпийских играх во всех видах спорта (и зимних, и летних) и остаются единственными по сей день (по состоянию на начало летних Олимпийских игр 2024 года). Кроме того, Лихтенштейн самой малонаселённой страной в истории Олимпийских игр, гражданину которой удалось выиграть олимпийское золото.

### Конькобежный спорт
Было разыграно 9 комплектов наград (больше, чем в любом другом виде спорта на Играх в Лейк-Плэсиде).
У мужчин главным фаворитом считался 21-летний американец Эрик Хайден, который выиграл в 1977—1980 годах все чемпионаты мира по спринтерскому и классическому многоборью. Хайден выигрывал практически все дистанции, от 500 до 10 000 метров, и специалисты считали, что американцу под силу выиграть все 5 золотых наград в Лейк-Плэсиде, хотя эта задача и представлялась весьма трудной. В итоге Хайдену удалось установить выдающееся достижение, победив на всех 5 дистанциях, а на 10 000 метрах установив также и мировой рекорд (на самой длинной дистанции плохое качество льда не так сильно сказывалось на результате). На остальных 4 дистанциях Эрик установил олимпийские рекорды. Все дистанции Эрик выиграл достаточно уверенно, наибольшую конкуренцию составил ему на дистанции 5000 метров норвежец Кай Арне Стенсьеммет, уступивший чемпиону 0,99 сек.
У женщин не было такого явного лидера, все 4 золота выиграли разные спортсменки. Дистанцию 500 метров выиграла 18-летняя немка из ГДР Карин Энке. На 2 следующих Играх (1984 и 1988) Карин выиграет ещё 7 медалей, став первой в конькобежкой в истории, выигравшей 8 олимпийских наград. Бьёрг Эва Енсен, неожиданно победив на дистанции 3000 метров, принесла Норвегии первое и, по состоянию на начало Игр 2022 года в Пекине, единственное золото в женском конькобежном спорте на Олимпийских играх.

### Лыжное двоеборье
Был разыгран один комплект медалей. Спортсмены выполняли по три прыжка, худший результат не учитывался. Результаты в гонке на 15 км с раздельным стартом пересчитывались в очки, и по сумме двух видов определялся победитель. Свою третью победу подряд на Олимпийских играх одержал восточногерманский двоеборец 27-летний Ульрих Велинг, который ранее был лучшим в двоеборье на Играх 1972 и 1976 годов. Велинг захватил лидерство после прыжковой части, в гонке он показал девятый результат, но этого хватило для победы. В прыжках второй результат неожиданно показал американец Вальтер Мальмквист, но в результате неудачного выступления на лыжне он откатился по сумме двух видов на 12-е место. Серебро в итоге завоевал 23-летний финн Йоуко Карьялайнен, который показал лучшее время на лыжне (в прыжках он был седьмым). Третьим стал бронзовый призёр Олимпийских игр 1976 года и чемпион мира 1978 года Конрад Винклер из ГДР (пятое место в прыжках и восьмое место на лыжне). Показавший второе место в гонке поляк Ян Легерский не сумел подняться выше 10-го места из-за 19-го места в прыжках.

### Лыжные гонки
Было разыграно 7 комплектов наград — четыре среди мужчин (15 км, 30 км, 50 км и эстафета 4×10 км) и три среди женщин (5 км, 10 км и эстафета 4×5 км). Соревнования прошли с 14 по 21 февраля в специально построенном для Игр комплексе у подножия горы Ван Ховенберг.
В общем медальном зачёте в лыжных гонках лучшими стали советские лыжники, выигравшие 4 золота, 2 серебра и 1 бронзу. 24-летний дебютант Олимпийских игр Николай Зимятов стал трёхкратным олимпийским чемпионом (30 км, 50 км и эстафета), а на дистанции 15 км занял 4-е место. До Зимятова ни одному мужчине не удавалось выиграть 3 золота на одних Играх. Прославленная Галина Кулакова (самая возрастная участница соревнований по лыжным гонкам в Лейк-Плэсиде) на своей 4-й в карьере Олимпиаде выиграла восьмую и последнюю награду — серебро в эстафете (Кулакова выиграла медаль в лыжной эстафете на 4-й Олимпиаде подряд).

### Прыжки на лыжах с трамплина
Было разыграно два комплекта наград среди мужчин.
Тони Иннауэр, уверенно победив на нормальном трамплине, принёс австрийцам второе в истории олимпийское золото в этом виде спорта (первое завоевал 4 годами ранее в Инсбруке Карл Шнабль на большом трамплине, Иннауэр тогда был вторым). По итогам 1980 года Иннауэр был признан лучшим спортсменом Австрии. Второе место поделили 18-летний немец из ГДР Манфред Деккерт и 20-летний японец Хирокадзу Яги.
На большом трамплине, соревнования на котором прошли 23 февраля, Иннауэр также считался фаворитом, но в итоге остался четвёртым. После первого прыжка лидировал швейцарец Хансйёрг Зуми, но вторую попытку он выполнил неудачно и оказался лишь седьмым. Четвёртым после первой попытки сенсационно шёл 15-летний индеец оджибве из Канады Стив Коллинз, но во второй попытке, не справившись с нервами, юный прыгун показал лишь 13-й результат и откатился на 9-е место. Золото же достаточно неожиданно досталось 25-летнему финну Йоуко Тёрмянену, на счету которого до Олимпийских игр не было ни одной личной награды на крупнейших соревнованиях. Лидер Кубка мира и победитель Турне четырёх трамплинов 1979/80 австриец Хуберт Нойпер занял второе место.

## Медальный зачёт
| Общее количество медалей |                |        |         |        |       |
| №                        | Страна         | Золото | Серебро | Бронза | Всего |
| 1                        | СССР           | 10     | 6       | 6      | 22    |
| 2                        | ГДР            | 9      | 7       | 7      | 23    |
| 3                        | США            | 6      | 4       | 2      | 12    |
| 4                        | Австрия        | 3      | 2       | 2      | 7     |
| 5                        | Швеция         | 3      | 0       | 1      | 4     |
| 6                        | Лихтенштейн    | 2      | 2       | 0      | 4     |
| 7                        | Финляндия      | 1      | 5       | 3      | 9     |
| 8                        | Норвегия       | 1      | 3       | 6      | 10    |
| 9                        | Нидерланды     | 1      | 2       | 1      | 4     |
| 10                       | Швейцария      | 1      | 1       | 3      | 5     |
| 11                       | Великобритания | 1      | 0       | 0      | 1     |
| 12                       | ФРГ            | 0      | 2       | 3      | 5     |
| 13                       | Италия         | 0      | 2       | 0      | 2     |
| 14                       | Канада         | 0      | 1       | 1      | 2     |
| 15                       | Венгрия        | 0      | 1       | 0      | 1     |
| 15                       | Япония         | 0      | 1       | 0      | 1     |
| 17                       | Болгария       | 0      | 0       | 1      | 1     |
| 17                       | Франция        | 0      | 0       | 1      | 1     |
| 17                       | Чехословакия   | 0      | 0       | 1      | 1     |
|                          |                | 38     | 39      | 38     | 115   |

## Олимпиада в филателии
- Почтовые марки СССР, 1980 год
- Лыжный спорт
- Санный спорт
- Конькобежный спорт
- Слалом
- Хоккей
- Фигурное катание